# Ferrari Portofino
De Ferrari Portofino is een sportwagen van het Italiaanse automerk Ferrari. Het is de opvolger van de Ferrari California T. Deze GT met wegklapbaar dak werd geïntroduceerd op de Frankfurt Motorshow in 2017. Volgens Ferrari is het niet een doorontwikkeling van de California maar een compleet nieuw model. De motor is de 3,9 liter motor met turbo, de F154, zoals die ook gebruikt wordt in de Ferrari 488 en GTC4 Lusso T. De motor levert 600 pk en 760 Nm koppel.
De wagen is genoemd naar de badplaats Portofino aan de Italiaanse Rivièra.
De versnellingsbak met dubbele koppeling schakelt nog sneller dan voorheen. Er zijn verschillende rijmodi welke de schakelkarakteristiek veranderen. Er is een ander differentieel gemonteerd en de stuurbekrachtiging is elektrisch. Deze bekrachtiging is eerder toegepast op de Ferrari 812 superfast en levert veel bekrachtiging op lage snelheid terwijl de hoge snelheid de bekrachtiging minder is. Men stapt met de Portofino af van het “3 volume” principe van de California, voorzijde met motor, passagiersgedeelte en kofferruimte. Bij de Portofino loopt het passagiersgedeelte naadloos over in de kofferruimte. Gesloten is de Portofino daarom meer een coupe dan de California.

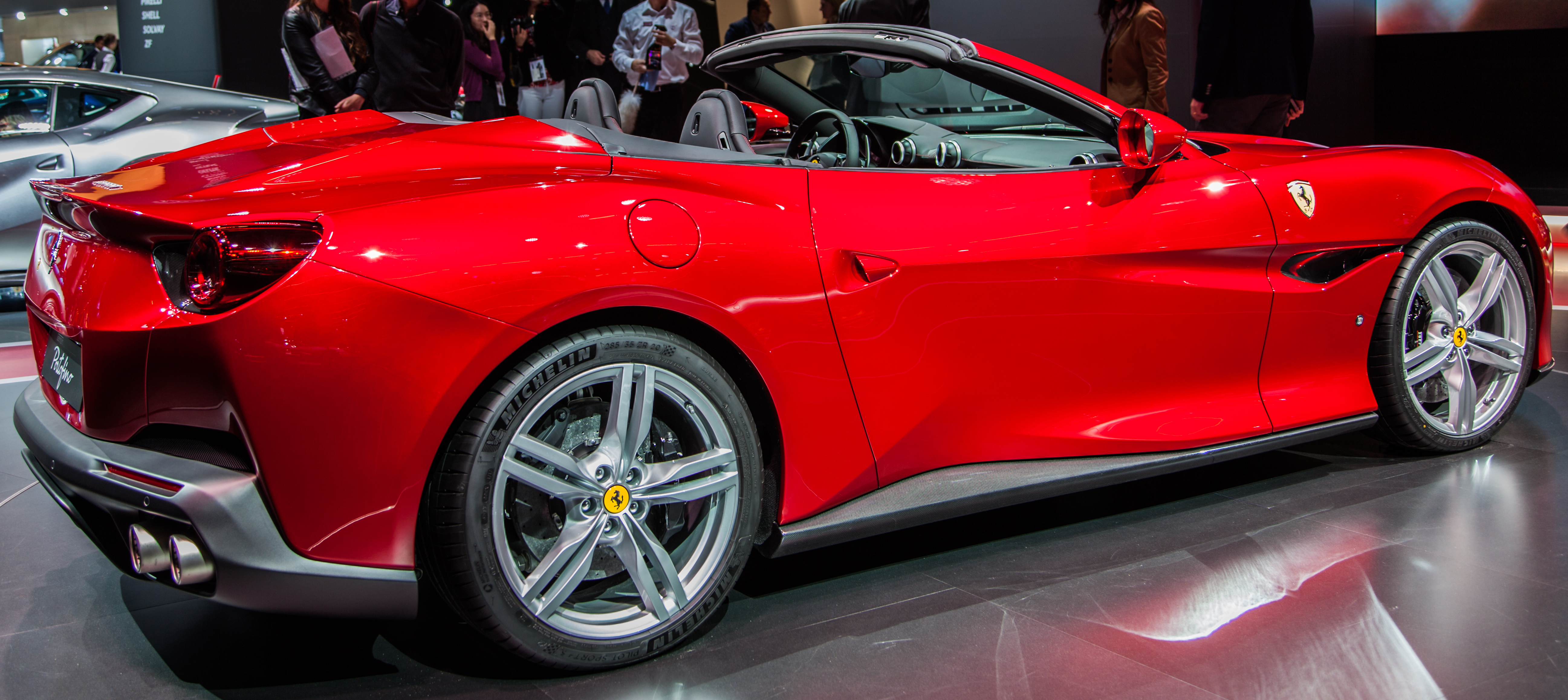
Ferrari Portofino, dak opengeklapt